# اینار اورن بندیکتسون
اِینار اورن بندیکتسون (انگلیسی: Einar Örn Benediktsson؛ زادهٔ ۲۹ اکتبر ۱۹۶۲) سیاستمدار، هنرمند، موسیقی‌دان، نوازندهٔ ترومپت و خواننده اهل ایسلند است. وی از سال ۱۹۸۱ میلادی تاکنون مشغول فعالیت بوده‌است.
از فیلم‌هایی که وی در آن‌ها نقش داشته‌است، می‌توان به ۱۰۱ ریکیاویک اشاره نمود.